# Diego Riquelme de Quirós
Diego Riquelme de Quirós (Sanlúcar de Barrameda,1608 - Madrid, 13 de mayo de 1668) fue un eclesiástico y político español, que ostentó los cargos de obispo de Ciudad Rodrigo, Oviedo y Plasencia, así como la presidencia del Consejo de Castilla. 

## Biografía
Estudió en la Universidad de Salamanca, primero en el Colegio de la Magdalena y luego en el Colegio del Arzobispo. Tras ello tomó estado eclesiástico, llegando a ser canónigo magistral en Granada, donde obtuvo cátedra de prima de teología, canónigo magistral de Murcia, obispo de Ciudad Rodrigo, obispo de Oviedo (desde 1662 hasta abril de 1665) y obispo de Plasencia.
Tras la dimisión del conde de Castrillo fue elegido presidente del Consejo de Castilla por la reina doña Mariana de Austria el 9 de abril de 1668, cargo que ocupó apenas algo más que un mes, pues murió el 18 de mayo. Está enterrado en el Convento de Santa Teresa de Carmelitas Descalzas de su ciudad natal. 
| Predecesor: Diego de Tejada y la Guardia    | Obispo de Ciudad Rodrigo 1658 - 1661      | Sucesor: Antonio de Castañón               |
| Predecesor: Bernardo Caballero Paredes      | Obispo de Oviedo 1662 – 1665              | Sucesor: Ambrosio Ignacio Spínola y Guzmán |
| Predecesor: Alonso Henríquez de Santo Tomás | Obispo de Plasencia 1665 – 1668           | Sucesor: Diego Sarmiento Valladares        |
| Predecesor: García de Avellaneda y Haro     | Presidente del Consejo de Castilla 1668 † | Sucesor: Diego Sarmiento Valladares        |